# Onlinerland Saar
Onlinerland Saar ist eine Internetqualifizierungsinitiative im Saarland. Seit ihrer Gründung im Jahre 2005 von dem MedienNetzwerk SaarLorLux e. V. (MNS) und der Landesmedienanstalt Saarland (LMS) verfolgt sie das Ziel, den Saarländern den Einstieg ins Internet zu erleichtern und bestehende Kenntnisse zu vertiefen. Unterstützt wird das Projekt durch die Staatskanzlei des Saarlandes und durch das Ministerium für Soziales, Gesundheit, Frauen und Familie des Saarlandes. Seit Beginn steht die Initiative unter der Schirmherrschaft des Ministerpräsidenten des Saarlandes. Zum Januar 2016 wurde die saarlandweit agierende Kampagne bereits zum fünften Mal verlängert. In der 5. Kampagnenphase finden die Internetkurse mit Tablets statt und ermöglichen so den Teilnehmern einen intuitiven und einfachen Einstieg ins Internet.

## Zielgruppen und Ziele
„Onlinerland Saar“ möchte mit zielgerichteten Aktionen (z. B. Schulungsreihen) die Internetnutzung aller Bevölkerungsgruppen im Saarland steigern. Schwerpunktmäßig wird die Internet-Medienkompetenz der Senioren, Frauen, Landbevölkerung und niedrig Qualifizierten gefördert und der Mehrwert, den das Internet den Menschen bietet, bewusst gemacht. Diese Zielgruppen wurden ausgewählt, da sie laut (N)Onliner-Atlas, einer Studie von TNS Infratest und der Initiative D21 zur Internetnutzung in Deutschland, bisher sehr benachteiligt sind im Saarland. Bedingt durch den im Saarland in hohem Maße ausgeprägten demografischen Wandel sind diese Bevölkerungsgruppen im Saarland gleichzeitig stark vertreten.
Ziel der Kampagne „Onlinerland Saar“ ist es, diesen Zielgruppen bestehende Ängste im Umgang mit dem Internet zu nehmen, ihnen die Vorteile, die das Internet sowie das mobile Internet speziell für sie bietet, zu veranschaulichen („personal use“) und somit ihr Nutzungsinteresse zu stärken. Zusätzlich zur Vermittlung technisch-instrumenteller Handhabungskompetenzen ist auch die Vermittlung der qualitativen Internetkompetenz ein maßgebliches Ziel der Kampagne. So lernen die Teilnehmer nicht nur die technische Bedienung eines Tablets, sondern auch wie sie sachgerecht, kritisch und sozial verantwortlich mit den aufgerufenen Inhalten umgehen. Anliegen des Projektes ist es, die Teilnehmer zu befähigen, das Internet selbständig für ihre eigenen Bedürfnisse und Interessen nutzen zu können, sie an der gesellschaftlichen Entwicklung teilhaben zu lassen und sie sozial zu integrieren. Denn nur so kann einer Spaltung der Gesellschaft („Wissenskluft-Hypothese“) entgegengewirkt werden, die digitale Kluft verhindert und Chancengleichheit gewährleistet werden. Deshalb müssen der Zugang und die medienkompetente Teilhabe an medialer Kommunikation für alle gesellschaftlichen Gruppen sichergestellt sein.

## Kampagneninhalte
Die Kampagne „Onlinerland Saar“ verfolgt diese Ziele auf verschiedene Weise, wobei die kampagneneigenen Veranstaltungsreihen und das Projekt „Virtuelles Mehrgenerationenhaus“ die Grundlage bilden.

### Veranstaltungsreihen
Um Schwellenängste bezüglich der Internetnutzung abzubauen, bietet die Kampagne zwei verschiedene Schulungskurse an. Hierzu gehört das dreistündige Basisangebot „Kaffee-Kuchen-Tablet“ und der dreistündige Aufbaukurse „Kommunikation mit Tablets“. Die Angebote vertiefen spezifische Themengebiete und zeigen die verschiedenen Dienste und Anwendungen des mobilen Internets in der Praxis auf.
- „Kaffee-Kuchen-Tablet“ (Basisangebot, dreistündig)
- „Kommunikation mit Tablets“ (Aufbaukurs, dreistündig)

Die jeweiligen Veranstaltungen sind einmalige kostenlose Veranstaltungen, die vor Ort in einer öffentlichen Einrichtung oder in den Räumen eines Vereins mit einer Gruppe von mindestens 10, höchstens 20 Teilnehmern durchgeführt werden und einen ersten Einblick in das Themenfeld „mobiles Internet“ vermitteln. Die Kampagne stellt Konzept, Referent und – bei Bedarf – Technik (Tablets und Internetzugang) kostenlos zur Verfügung.

### Onlinerland Saar Tabletsprechstunde
In der zweistündigen Tabletsprechstunde lernen Tablet PC-Einsteiger – unabhängig davon, ob Vorerfahrungen mit dem Tablet vorliegen – wie die berührungsempfindliche Bildschirmoberfläche des Gerätes bedient wird, welche Funktionen das Tablet erfüllt, wie mit dem Tablet Texte eingegeben werden können und was „Apps“ sind. Die Teilnehmer können nach einer kurzen Einführung in die Bedienung des Tablets das Gerät und das Internet auf eigene Faust erkunden. Bei Fragen steht ihnen eine Fachkraft mit Rat und Tat zur Seite. Es besteht die Möglichkeit, eigene Geräte mitzubringen und kleinere Probleme im Rahmen der Möglichkeit vor Ort zu beheben.

### Das Virtuelle Mehrgenerationenhaus
Inhaltlich wird sich „Onlinerland“ in den Jahren 2016 und 2017 in zwei Module gliedern: Neben der Fortführung der bisherigen Kurse unter ausschließlichem Einsatz von Tablet-PCs wird in Kooperation mit dem Ministerium für Soziales, Gesundheit, Frauen und Familie ein zweites Modul, das Virtuelle Mehrgenerationenhaus, durchgeführt.
Die „Virtuellen Mehrgenerationenhäuser“ werden in vier Modellkommunen mit jeweils 15 Teilnehmern eingerichtet. Den Teilnehmern werden für die Projektdauer Tablet-PCs zur Verfügung gestellt, die sie nutzen, um miteinander zu kommunizieren und ihr Leben im Alter „smarter“ zu gestalten. Das Projekt wird vom Büro des „Onlinerlandes“ in Saarbrücken und von regionalen Ansprechpartnern, welche die Kommunen zur Verfügung stellen, koordiniert.
Ziel des neuen Projekts ist es, den Begegnungsraum vor Ort um interaktive Kommunikationsmöglichkeiten zu erweitern oder auch ein ganz neues „Virtuelles Mehrgenerationenhaus“, unabhängig von den bereits bestehenden Häusern, zu errichten. Dadurch sollen sich Saarländer im realen wie im virtuellen Leben generationenübergreifend miteinander vernetzen. Mittel- und langfristig kann die Nachbarschaftshilfe hierdurch deutlich gestärkt werden. Auch dem gesamtgesellschaftlichen Problem der Vereinsamung von Älteren und körperlich eingeschränkten Personen kann durch die hier stattfindende Integration entgegengewirkt werden.
Die Teilnehmenden sollen im Rahmen des Projekts unter anderem in die Lage versetzt werden, mit Hilfe der Tablets selbstständig untereinander zu kommunizieren und sich auszutauschen. Um dieses Ziel zu erreichen, erhält jeder Teilnehmer für die Laufzeit des Projektes, welches bis zum 31. Dezember 2017 angelegt ist, leihweise ein Tablet zu seiner Verfügung. Um den Umgang mit dem Tablet zu erlernen, werden die beiden dreistündigen Kurse „Kaffee-Kuchen-Tablet“ zum Einstieg sowie den weiterführenden Kurs „Kommunikation mit Tablets“ zu Beginn des Projektes durchgeführt. Außerdem werden regelmäßige „Tablet-Kränzchen“ veranstaltet, bei denen die Teilnehmer die Gelegenheit haben, sich untereinander auszutauschen.

### Onlinerland Saar Internetpatenschaften
Mit dieser Idee greift die Kampagne „Onlinerland Saar“ das Patenschaftskonzept des Projektes „Internet erfahren“ auf, in dem Interneterfahrene (Paten) Internetneulinge (Patenkinder) im privaten Rahmen beim Kennenlernen des Internets unterstützen und ihr Wissen weitergeben. „Onlinerland Saar“ hilft bei der Zusammenführung der Patenschaften und unterstützt die Paten mit Anleitungen und Informationsmaterial.

### Terminkalender
Um das saarlandweite Weiterbildungsangebot im Bereich Internet zu dokumentieren, stellt die Kampagne „Onlinerland Saar“ regelmäßig einen Terminkalender zur Verfügung, der die kampagneneigenen Veranstaltungen auflistet.

### Hotline
Eine Hotline informiert Weiterbildungsinteressierte über Internetkurse in Wohnortnähe.

### Internetauftritt „Onlinerland Saar“
Der barrierefreie Internetauftritt von „Onlinerland Saar“ bietet Internetnutzern eine Übersicht über das Kampagnenangebot und – entsprechend ihren Bedürfnissen und Vorkenntnissen – weitere Inhalte.

## Auszeichnungen
Im Jahre 2007 wurde die Kampagne „Onlinerland Saar“ mit dem ersten Platz des 1. Saarländischen Weiterbildungspreises gewürdigt. Der von der Aktion „SaarLernNetz“ unter Federführung des Deutschen Forschungszentrums für Künstliche Intelligenz (DFKI) ausgeschriebene Preis würdigte Weiterbildungsträger aus der Region, die sich exemplarisch mit dem demografischen Wandel auseinandersetzen und ihn aktiv mitgestalten. Der Preis wurde verliehen durch das DFKI in Kooperation mit dem Landesausschuss für Weiterbildung, dem Ministerium für Bildung, Familie, Frauen und Kultur sowie dem Ministerium für Wirtschaft und Wissenschaft.
Im Jahre 2009 wurde „Onlinerland Saar“ mit dem ersten Preis des vom Bundesministerium für Wirtschaft und Technologie ausgeschriebenen Wettbewerbs Wege ins Netz in der Rubrik „Seniorinnen und Senioren“ ausgezeichnet. In seiner Laudatio anlässlich der Preisverleihung betonte der Parlamentarische Staatssekretär im Bundeswirtschaftsministerium, Hartmut Schauerte, „mit dem Konzept ‚Kaffee-Kuchen-Internet‘ gelingt es der Initiative ‚Onlinerland Saar‘, die ältere Generation für das Internet zu begeistern.“
Im Jahre 2010 würdigte das Bundesministerium für Familie, Senioren, Frauen und Jugend die Arbeit der Kampagne mittels einer Urkunde.
Im Jahre 2015 gehörte „Onlinerland Saar“ zu den Preisträgern im Wettbewerb Ausgezeichnete Orte im Land der Ideen 2015, der von der Initiative Deutschland – Land der Ideen und der Deutschen Bank ausgeschrieben worden war (Motto „Stadt, Land, Netz! Innovationen für eine digitale Welt“). Bei der Wahl zum Publikumssieger erreichte „Onlinerland Saar“ schließlich Platz 11.